# Atoniomyia scalarata
Atoniomyia scalarata là một loài ruồi trong họ Asilidae. Atoniomyia scalarata được Hermann miêu tả năm 1912. Loài này phân bố ở vùng Tân nhiệt đới.